# Patharia
Patharia är en ort i Indien.   Den ligger i distriktet Damoh och delstaten Madhya Pradesh, i den centrala delen av landet, 600 km söder om huvudstaden New Delhi. Patharia ligger 377 meter över havet och antalet invånare är 18 358.
Terrängen runt Patharia är platt, och sluttar österut. Runt Patharia är det ganska tätbefolkat, med 155 invånare per kvadratkilometer. Närmaste större samhälle är Garhākotā, 14,3 km söder om Patharia. Trakten runt Patharia består till största delen av jordbruksmark.